# Festival Internacional de Cinema de Sant Sebastià 1988
La 36a edició del Festival Internacional de Cinema de Sant Sebastià va tenir lloc entre el 15 i el 24 de setembre de 1988. En aquesta edició el Festival tenia la màxima categoria A (festival competitiu no especialitzat) de la FIAPF.

## Desenvolupament
Fou inaugurat el 15 de setembre de 1988 amb la projecció de Casada amb tots de Jonathan Demme; Simone Simon va presentar la retrospectiva de Jacques Tourneur. El dia 16 es van projectar Malaventura, Muhsin Bey i The Last Temptation of Christ, i va visitar el festival Willem Dafoe.
El dia 17 foren projectades Dilluns tempestuós i Cartas del parque de la secció oficial, Hairspray i Zhen nü de Zabaltegi i Ander eta Yul de Nous Realitzadors, alhora que visitaven el festival Melanie Griffith i John Waters. També hi va estar present el ministre de cultura Jorge Semprún, que va aprofitar una roda de premsa per confirmar en el seu càrrec al director general Fernando Méndez-Leite Serrano. El 18 es va projectar Diario de invierno a la secció oficial i Baton Rouge a la de nous realitzadors. El dia 19 es projectaren Remando al viento i Sobre el turó negre de la secció oficial i Le voyageur italien de la Zabaltegi. Pilar Miró, Robert Duvall i Bernardo Bertolucci visitaren el festival. El dia 20 es projectaren La boca del lobo i Stin skia tou fovou i va visitar el festival Ben Kingsley. El 21 es van projectar L'aire d'un crim i La amiga de la secció oficial i Viento de cólera dels nous realitzadors. El 22 les dues pel·lícules de Krzysztof Kieślowski, Krótki film o miłości a la secció oficial i Krótki film o zabijaniu a la Zabaltegi, i Wherever You Are de Krzysztof Zanussi, i va visitar el festival Liv Ullmann. El 23 es van projectar Tumorō ashita i Sunset en la secció oficial i Massa vell per morir jove a la de nous realitzadors. El dia 24 es va projectar fora de concurs Frenètic, comptant amb la presència de Roman Polanski, i es van atorgar els premis.

## Jurat oficial
- Fernando Ayala
- Manuel Gutiérrez Aragón
- Robert Kramer
- Nagisa Oshima
- Clare Peploe
- Radosław Piwowarski
- Alfonso Ungría

## Pel·lícules exhibides

### Secció oficial
- Agosto de Jorge Silva Melo [14]
- Cartas del parque de Tomás Gutiérrez Alea
- Diario de invierno de Francisco Regueiro
- L'aire d'un crim d'Antonio Isasi Isasmendi
- Frenètic de Roman Polanski  (fora de concurs)
- Krótki film o miłości de Krzysztof Kieślowski
- La amiga de Jeanine Meerapfel
- La boca del lobo de Francisco J. Lombardi
- Land der Väter, Land der Söhne de Nico Hofmann
- Malaventura de Manuel Gutiérrez Aragón (fora de concurs)
- Casada amb tots de Jonathan Demme
- Muhsin Bey de Yavuz Turgul
- Tumorō ashita de Kazuo Kuroki
- Sobre el turó negre d'Andrew Grieve
- Powaqqatsi de Godfrey Reggio  (fora de concurs)
- Remando al viento de Gonzalo Suárez
- Stin skia tou fovou de Giorgios Karypidis
- Dilluns tempestuós de Mike Figgis   (fora de concurs)
- Sunset de Blake Edwards
- Testimony de Tony Palmer  (fora de concurs)
- The Fruit Machine de Philip Saville
- The Last Temptation of Christ de Martin Scorsese  (fora de concurs)
- Wherever You Are de Krzysztof Zanussi
- Zhen nü de Jian-zhong Huang

### Zabaltegi (Zona oberta)
- A Night in Havana de John Holland
- Couples and Robbers de Clare Peploe
- Daniel de Sidney Lumet
- Dear America: Letters Home from Vietnam de Bill Couturié
- Der wilde Mann de Matthias Zschokke
- Doc's Kingdom de Robert Kramer
- Ei de Danniel Danniel
- Gramsci l'ho visto così de Gianni Amico
- Hairspray de John Waters
- Imagen latente de Pablo Perelman
- Krótki film o zabijaniu de Krzysztof Kieślowski
- Le voyageur italien de Fernand Moszkowicz
- Malenkaia Vera de Vassili Pitxul
- Mapantsula d'Oliver Schmitz
- Notturno de Fritz Lehner
- Pantarej de Krzysztof Sowiński
- Salaam Bombay! Mira Nair
- Els moderns d'Alan Rudolph
- The Nature of the Beast de Franco Rosso
- Xiāngnǔ xiāoxiāo de Xie Fei

### Zabaltegi-Nous realitzadors
- Ander eta Yul d'Ana Díez Díaz
- Baton Rouge de Rafael Moleón Gavilanes
- Because the Dawn d'Amy Goldstein
- Massa vell per morir jove d'Isabel Coixet
- Guarapo dels germans Ríos
- Haitian Corner de Raoul Peck
- Im Jahr der Schildkröte d'Ute Wieland
- In coda alla coda de Maurizio Zaccaro
- Mignon è partita de Francesca Archibugi
- Viento de cólera de Pedro de la Sota
- West is West de David Rathod

### Retrospectives
Aquest any es van projectar tres retrospectives: una en homenatge al director Jacques Tourneur amb La dona pantera (1942), Passejant amb un zombie o Retorn al passat (1947); l'altra anomenada ABC de América Latina (amb Aventurera) i la tercera anomenada "Sólo se vive una vez" sobre cineastes d'una sola pel·lícula.

### Jacques Tourneur
- A Tale of Two Cities (1935)
- The Jonker Diamond (1936)
- Nick Carter, Master Detective (1939)
- They All Come Out (1939)
- Phantom Raiders (1940)
- Doctors Don't Tell (1941)
- La dona pantera (1942)
- Passejant amb un zombie (1943)
- L'home lleopard (1943)
- Days of Glory (1944)
- Experiment perillós (1944)
- Reward Unlimited (1944)
- Terra generosa (1946)
- Retorn al passat (1947)
- Berlín Express (1948)
- Easy Living (1949)
- El falcó i la fletxa (1950)
- Stars in My Crown (1950)
- La dona pirata (1951)
- Circle of Danger (1951)
- Martín el gautxo (1952)
- Cita a Honduras (1953)
- Wichita (1955)
- Stranger on Horseback (1955)
- The Martyr (1955)
- Una pistola a l'alba (1956)
- Al capvespre (1956)
- La maledicció del diable (1957)
- Els fabricants de por (1958)
- La batalla de Marató (1959)
- Tombuctú (1959)
- Sergeant Kolchak Fades Away (1962)
- La comèdia dels horrors (1964)
- Night Call (1964)
- City Under the Sea (1965)

### ABC de América Latina
- Ahí está el detalle (1940) de Juan Bustillo Oro
- Anita (1980) de Rassoul Labuchin
- Aventurera (1949) d'Alberto Gout Ábrego
- Barravento (1962) de Glauber Rocha
- Cadena perpetua (1979) d'Arturo Ripstein
- Carne (1968) d'Armando Bó
- Chiaraje, batalla ritual (1977) de Luis Figueroa Yábar
- Chuquiago (1977) d'Antonio Eguino
- Cóndores no entierran todos los días (1984) de Francisco Norden
- Crónica de un niño solo (1965) de Leonardo Favio
- El compa Clodomiro y la economía a Vimeo (1980) del Grupo Cine Sur
- El hombre, cuando es hombre (1982) de Valeria Sarmiento
- El Mégano (1955) de Julio García Espinosa i Tomás Gutiérrez Alea
- El Peñón de las Ánimas (1943) de Miguel Zacarías
- El pez que fuma (1977) de Román Chalbaud
- El primer año (1973) de Patricio Guzmán
- El vampiro (1957) de Fernando Méndez
- Etnocidio: notas sobre el Mezquital (1977) de Paul Leduc
- Gamín (1981) de Ciro Durán
- La casa del ángel (1957) de Leopoldo Torre Nilsson
- La decision de vencer (Los primeros frutos) (1981) de Lucio Lleras
- La hora de los hornos (1968) de Fernando Solanas
- La noche de los lápices (1986) d'Héctor Olivera
- La parte del león (1978) d'Adolfo Aristarain
- La primera carga al machete de Manuel Octavio Gómez
- La tierra prometida (1973) de Miguel Littin
- Las aventuras de Juan Quin Quin (1967) de Julio García Espinosa
- Las Poquianchis (1976) de Felipe Cazals Siena
- Los hijos del subdesarrollo (1975) de Carlos Álvarez
- Macunaíma (1969) de Joaquim Pedro de Andrade
- Manuela (1966) d'Humberto Solás Borrego
- Mi tía Nora (1983) de Jorge Prelorán
- Nacha Regules (1950) de Luis César Amadori
- Noticiero Girón (1965) de Santiago Álvarez Román
- Now (1965) de Santiago Álvarez Román
- O Canto do Mar (1953) d'Alberto Cavalcanti
- Os Cafajestes (1962) de Ruy Guerra
- Pátriamada (1984) de Tizuka Yamasaki
- Quebracho (1974) de Ricardo Wullicher
- Quinoscopio (1986) de Juan Padrón
- Raíces de sangre (1978) de Jesús Salvador Treviño
- Rio, 40 Graus (1955) de Nelson Pereira dos Santos
- Robinson Crusoe (1952) de Luis Buñuel Portolés
- Salón México (1948) d'Emilio Fernández Romo
- São Bernardo (1972) de Leon Hirszman
- The Harder They Come (1972) de Perry Henzell
- Tiburoneros (1963) de Luis Alcoriza
- Tire dié (1960) de Fernando Birri
- Tres tristes tigres (1968) de Raúl Ruiz Pino
- Una pelea cubana contra los demonios (1971) de Tomás Gutiérrez Alea
- Yawar Mallku (1969) de Jorge Sanjinés

### Sólo se vive una vez
- A Canção de Lisboa (1933) de Cottinelli Telmo
- Al-Mummia (1968) de Shadi Abdel Salam
- Charlie Bubbles (1968) d'Albert Finney
- De cierta manera (1974) de Sara Gómez
- Der Verlorene (1951) de Peter Lorre
- Flor de santidad (1973) d'Adolfo Marsillach
- Gangster Story (1959) de Walter Matthau
- Il Cristo proibito (1951) de Curzio Malaparte
- Johnny va agafar el fusell (1971) de Dalton Trumbo
- Kotch (1971) de Jack Lemmon
- Sierra de Teruel (1945) d'André Malraux
- La veritaaaà (1982) de Cesare Zavattini
- Les Dents longues (1952) de Daniel Gélin
- Limite (1931) de Mário Peixoto
- Llegar a más (1963) de Jesús Fernández Santos
- Un tipus dur (1961) de Marlon Brando
- Short Cut to Hell (1957) de James Cagney
- Enmig de la tempesta (1956) de Daniel Taradash
- The Honeymoon Killers (1970) de Leonard Kastle
- La nit del caçador (1955) de Charles Laughton
- Llavis tancats (1956) de Karl Malden
- Un chant d'amour (1950) de Jean Genet
- Vida en sombras (1949) de Llorenç Llobet-Gràcia
- Wanda (1970) de Barbara Loden
- Wechma (1970) de Hamid Bénani

## Palmarès
Els premis atorgats en aquesta edició foren:
- Conquilla d'Or a la millor pel·lícula: Sobre el turó negre d'Andrew Grieve
- Premi Especial del Jurat: Krótki film o miłości de Krzysztof Kieślowski
- Conquilla de Plata al millor director: Gonzalo Suárez per Remando al viento
- Premi Sant Sebastià: 
  - La boca del lobo de Francisco J. Lombardi  
  - Muhsin Bey de Yavuz Turgul
- Premi Sant Sebastià d'interpretació femenina: Cipe Lincovsky i Liv Ullmann, per La amiga de Jeanine Meerapfel
- Premi Sant Sebastià d'interpretació masculina: Fernando Rey, per Diario de invierno de Francisco Regueiro i L'aire d'un crim d'Antonio Isasi Isasmendi
- Premi CIGA per Nous Realitzadors (45.000 dòlars): Mignon è partita de Francesca Archibugi
- Premi FIPRESCI: Krótki film o miłości de Krzysztof Kieślowski [18]
- Premi OCIC: Krótki film o miłości de Krzysztof Kieślowski
- Premi de l'Ateneu Guipuscoà: Remando al viento de Gonzalo Suárez
- Premi de la Joventut: Mignon è partita de Francesca Archibugi
- Premi Don Quijote: Xiāngnǔ xiāoxiāo de Xie Fei
- Premi Donostia: Vittorio Gassman